# 나의 친애하는 적 - 클라우스 킨스키
나의 친애하는 적 - 클라우스 킨스키(Mein Liebster Feind - Klaus Kinski, My Best Fiend)는 미국에서 제작된 베르너 헤어조크 감독의 1999년 다큐멘터리 영화이다. 클라우디아 카르디날레 등이 주연으로 출연하였고 럭키 스티페틱 등이 제작에 참여하였다.

## 출연

### 주연
- 클라우디아 카르디날레
- 주스토 곤잘레즈
- 베르너 헤어조크
- 믹 재거
- 클라우스 킨스키
- 에바 마테스
- 제이슨 로바즈
- 길예르모 리오스